# George William Johnson (congresman)
George William Johnson (n. 10 noiembrie 1869, Charles Town⁠(d), Virginia de Vest, SUA – d. 24 februarie 1944, Martinsburg⁠(d), Virginia de Vest, SUA) a fost un avocat și politician democrat care a servit ca reprezentant al Statelor Unite din Virginia de Vest.